# Стрільниця кленова
Стрільниця кленова — вид родини совок або нічниць.

## Опис
Спереду крила білувато-сірі, з не дуже виразним малюнком, ззаду — сірувато-білі. Розмах до 45 мм.
Довжина гусениці 50 мм. Вона з жовтими та червоно-оранжевими пучечками довгих волосків. На спині білі, облямовані чорним ромбики. 
Іноді шкодить.
Лялечка коричнева, в твердому коконі.
Зустрічається скрізь.

## Галерея
|  |
|  |

|  |
|  |

|  |
|  |

|  |
|  |

|  |
|  |

|  |
|  |